# Tashkent Open 2004
Tashkent Open 2004 — жіночий тенісний турнір, що проходив на відкритих кортах з твердим покриттям у Ташкенті (Узбекистан). Належав до турнірів 4-ї категорії в рамках Туру WTA 2004. Відбувся вшосте і тривав з 11 до 17 жовтня 2004 року. Несіяна Ніколь Вайдішова здобула титул в одиночному розряді й отримала 22 тис. доларів США.

## Фінальна частина

### Одиночний розряд
Ніколь Вайдішова —  Віржіні Раззано, 5–7, 6–3, 6–2
- Для Вайдішової це був 2-й титул в одиночному розряді за рік і за кар'єру.

### Парний розряд
Адріана Серра-Дзанетті /  Антонелла Серра-Дзанетті —  Маріон Бартолі /  Мара Сантанджело, 1–6, 6–3, 6–4